# Addy Engels
Addy Engels (Emmen, 16 giugno 1977) è un dirigente sportivo ed ex ciclista su strada olandese.
Professionista dal 2000 al 2011, conta quindici partecipazioni ai grandi giri. Dopo il ritiro è divenuto direttore sportivo per team professionistici maschili.

## Carriera
Dopo aver ottenuto buoni risultati tra i dilettanti, tra cui un campionato nazionale su strada Under-23, passò professionista nel 2000 con la Rabobank. Nel 2004 si trasferì alla Bankgiroloterij e nel 2005 alla Quick Step. In tutta la carriera non riuscì mai ad imporsi in alcuna gara, distinguendosi però come ottimo gregario, come testimoniano le numerose partecipazioni alle principali grandi corse a tappe, nelle quali ottenne anche un secondo posto nella dodicesima tappa del Giro d'Italia 2006.
Ritiratosi dall'attività nel 2011, dal 2012 è divenuto direttore sportivo prima per la Project 1T4I, nota gli anni seguenti come Argos e Giant, e poi, dal 2016, per il Team Lotto NL-Jumbo, ex Rabobank.

## Palmarès
- 1998

Campionati olandesi, Prova in linea Under-23

## Piazzamenti

### Grandi Giri
- Giro d'Italia

2000: 80º
2002: 24º
2005: 69º
2006: 84º
2007: 81º
2008: 105º
2009: 112º
2010: 126º
2011: 110º
- Tour de France

2002: 94º
2011: 146º
- Vuelta a España

2001: 84º
2003: 114º
2006: 124º
2007: 83º